# 564
Évszázadok: 5. század – 6. század – 7. század
Évtizedek: 510-es évek – 520-as évek – 530-as évek – 540-es évek – 550-es évek – 560-as évek – 570-es évek – 580-as évek – 590-es évek – 600-as évek – 610-es évek
Évek: 559 – 560 – 561 – 562 –  563 – 564 – 565 – 566 – 567 – 568 – 569

## Események

### Amerika
- Először említik Tulum maja városát.

### Kína
- Északi Csi császárának, Vucsengnek asztrológusai balszerencsét jósolnak az évre. A császár úgy dönt hogy a rossz óment átviszi egyik rokonára, így a palotába hívatja unokaöccsét, Kao Paj-nient akit korábban bevádoltak, hogy olyan írásjelet használt, amely csak az uralkodónak engedélyezett. Vucseng a testőrökkel megvereti, aztán lefejezteti unokaöccsét. Ugyanebben az évben Vucseng enyhíti a büntető törvénykönyvet, igazságosabbá teszi az adózást és földet oszt a rászorulóknak.
- Vucseng békét kér az Északi Csou dinasztia régensétől, Jüven Hutól, cserébe felajánlja a régens anyjának és nagynénjének szabadon engedését. Jüven Hu elkezdi a tárgyalásokat, de aztán attól tartva, hogy a szövetséges türkök elégedetlenek lesznek, mégis megindítja a közös türk-kínai támadást Északi Csi ellen. A támadást Északi Csi visszaveri.

## Halálozások
- Szent Tudwal, bretagne-i szerzetes

## Fordítás
- Ez a szócikk részben vagy egészben  az   Emperor Wucheng of Northern Qi című angol Wikipédia-szócikk ezen változatának fordításán alapul.  Az eredeti cikk szerkesztőit annak laptörténete sorolja fel. Ez a jelzés csupán a megfogalmazás eredetét és a szerzői jogokat jelzi, nem szolgál a cikkben szereplő információk forrásmegjelöléseként.